# 杉浦伝宗
杉浦 伝宗（すぎうら でんそう、1952年 - ）は、日本の建築家。アーツ＆クラフツ建築研究所主宰。

## 代表作
- ちっちゃな家シリーズ[5][6][7][8][9]
- 東京都杉並区・川瀬邸[10]
- 三田の家[11]
- 大倉山の家 I[11]
- 多目的コミュニティスペース（川崎市）[12][13]
- 東京理科大学5号館[14][15][16]
- 六番坂の家[17]
- MAUHOUSE SETAGAYA[18]

## 受賞
- 1985年 : 第10回 軽金属協会建築賞
- 1985年 : 第1回 横浜まちなみ景観賞
- 1985年 : 昭和60年度 住宅建築賞
- 1987年 : 第2回 吉岡賞[19]
- 1989年 : 昭和63年度 住宅建築賞
- 1989年 : 関東甲信越建築士ブロック賞
- 1990年 : 平成元年 住宅建築賞
- 1990年 : 第16回 東京建築賞
- 1993年 : 半田市都市景観賞
- 1996年 : 第3回 愛知まちなみ建築賞[20]
- 1996年 : 第2回 健康な住まいコンテスト
- 1999年 : 第11回 TEPCO快適住宅コンテスト
- 2000年 : 第12回 TEPCO快適住宅コンテスト
- 2005年 : 第9回 WOODONE実施作品コンペ 優秀賞
- 2005年 : 平成17年度 「まちなみ住宅」100選[21]
- 2005年 : 第26回 INAXデザインコンテスト 銀賞
- 2006年 : 第8回「あたたかな住空間デザイン」コンペティション優秀賞
- 2008年 : 第29回 INAXデザインコンテスト - 審査員特別賞
- 2013年 : 住まいの環境デザイン・アワード2013 入賞[22]
- 2013年 : 第12回 日本建築家協会25年賞
- 2013年 : LIXILデザインコンテスト2012 銅賞[23]

## 経歴
愛知県半田市生まれ。
- 1974年 : 東京理科大学理工学部建築学科 卒業。
- 大高建築設計事務所入社。1983年 退社。
- 株式会社アーツ＆クラフツ建築研究所 設立。
- 1992年 - 1999年 : 日本大学生産工学部非常勤講師。
- 2002年 - 2006年 : 東京理科大学理工学部非常勤講師。
- 2005年 - 2015年 : 工学院大学非常勤講師。
- 2016年 - : 千葉大学非常勤講師[24]。

## 著書
単著
『それでも建てたい！10坪の土地に広い家』（2002年、講談社）
メディアファクトリー新書086『ミニ書斎をつくろう』（2013年、メディアファクトリー）
共著
『WONDERING KATHMANDU』（1999年、建築知識）
『目を養い 手を練れ』（2003年、彰国社）
『苦手克服！これで完璧！ 矩計図で徹底的に学ぶ住宅設計[S編]』（2017年、オーム社）

## テレビ
テレビ東京
『ソロモン流 〜賢人：杉浦伝宗〜』 
NHK
『SWITCHインタビュー 達人達』